# Drewitz (Fläming)
Drewitz er en kommune i landkreis Jerichower Land i den tyske delstat Sachsen-Anhalt. Den hører til Verwaltungsgemeinschaft Möckern-Loburg-Fläming som har sin admininstration i byen Möckern.
Drewitz ligger ca. 11 km sydvest for Ziesar ved det militære øvelsesområde Altengrabow.